# Windows XP Embedded
A Windows XP Embedded a Microsoft által 2001. november 28-án piacra dobott beágyazott operációs rendszer, amelyet többek között pénzbedobós játékautomatákban, set-top boxokban és pénzautomatákban használnak. A vállalat a Las Vegas-i Windows Embedded Developers Conference rendezvényen mutatta be a szoftvert.
A Windows XP Embedded csupán az egyik a redmondi szoftvergyártó beágyazott operációs rendszerei közül. A szoftverek közül három már kapható, hármat pedig éppen fejlesztenek. Noha a beágyazott operációs rendszerek piacán a Windows relatív csekély mértékben képviselteti magát, és ezen a területen a Linux is komoly vetélytárs, a legnagyobb szereplők mégsem ők, hanem például a Wind River által gyártott beágyazott megoldások.
A Windows Embedded termékcsalád a Windows CE-ből, a Windows XP Embeddedből, a Windows Embedded for Point of Service-ből és a Windows Embedded Server termékekből áll.

## Áttekintés
A Windows XP Embedded a Windows XP Professional hatékonyságát komponentizált formában kínáló operációs rendszer és fejlesztőplatform. A Windows XP Embedded segítségével gyorsan lefordítható a területkövetelményeknek megfelelő operációs rendszer-kép, és biztosítható az operációs rendszer függőségeinek és teljes funkcionalitásának megőrzése.
A termék telepítése után a Microsoft Windows Embedded Studio által kínált számos eszközt használva hozzáláthat a kívánt eszköz fejlesztéséhez a következők igénybevételével:
- Több mint 9000 WHQL (Windows Hardware Quality Labs)-minősítésű illesztőprogram a PC-architektúra hardverplatformjaihoz
- Több mint 1000 operációs rendszer-összetevő
- Előre meglévő tervezősablonok
- Plug and Play együttműködés (harmadik féltől származó beépülő modullal)
- Win32 API-kompatibilitás
- Integrált technológiák gazdag készlete, köztük multimédiás kodekek és formátumok, Bluetooth, DirectX és .NET keretrendszer
- Ismerős asztali alkalmazások és szolgáltatások, például Microsoft Windows Media Player és Internet Explorer
- x86-alapú hardverplatformok támogatása
- A Windows XP Embedded rendszert a beágyazott eszközökhöz optimalizáló funkciók
- Hardvertámogatás karbantartási támogatással az operációs rendszer minden összetevőjéhez és a Windows XP Embedded részét képező valamennyi illesztőprogramhoz.
- Az elkészített rendszer után addig nem kell licencdíjat fizetni, amíg meg nem kezdődik annak szállítása és értékesítése.

## Előnyei
A Windows XP Embedded segítségével végzett fejlesztéssel lerövidíthető a piacra lépési idő. A komponentizált kialakítás révén pontosan kiválasztható, mely illesztőprogramok, szolgáltatások és alkalmazások szerepeljenek a kész operációs rendszer-képben, s így az operációs rendszer mérete is csökkenthető. Az előre meglévő tervezősablonoknak köszönhetően több idő jut a tulajdonképpeni termék finomítására és funkcióinak bővítésére, és az „alapozással” is kevesebb időt kell tölteni.
A Windows XP Embedded ugyanazt a 10 000 körüli Win32 API-t kínálja, mint a Windows XP Professional, így a beágyazott fejlesztők is használhatják az eredetileg a Windows XP Professional-alapú számítógépekre írt alkalmazásokat. Mivel az eszközöket és az API-kat több mint hatmillió fejlesztő ismeri, számtalan gyakorlott fejlesztő és meglévő alkalmazás áll rendelkezésre.
A Windows XP Embedded ezenkívül a Windows XP Professional aláírás-biztonsági funkcióit is tartalmazza, a beépített tűzfalakat is beleértve. A legtöbb biztonsági funkció könnyen integrálható a rendszerbe, így a termékre kerülő valamennyi érzékeny információ biztonságát a Microsoft által kínált legjobb védelem biztosítja.